# Acqua alta

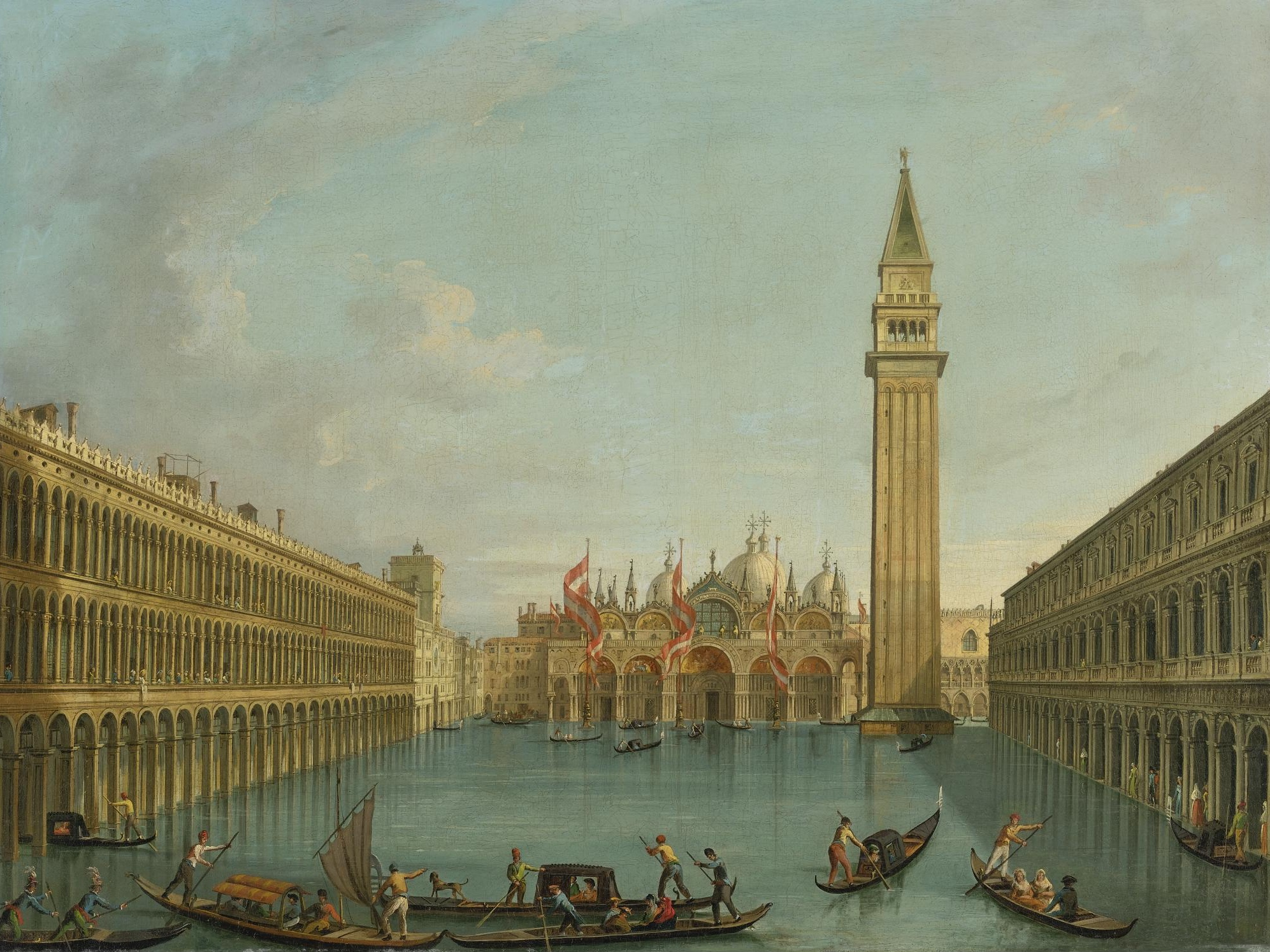
Piazza San Marco allagata, opera di Vincenzo Chilone del 1825.

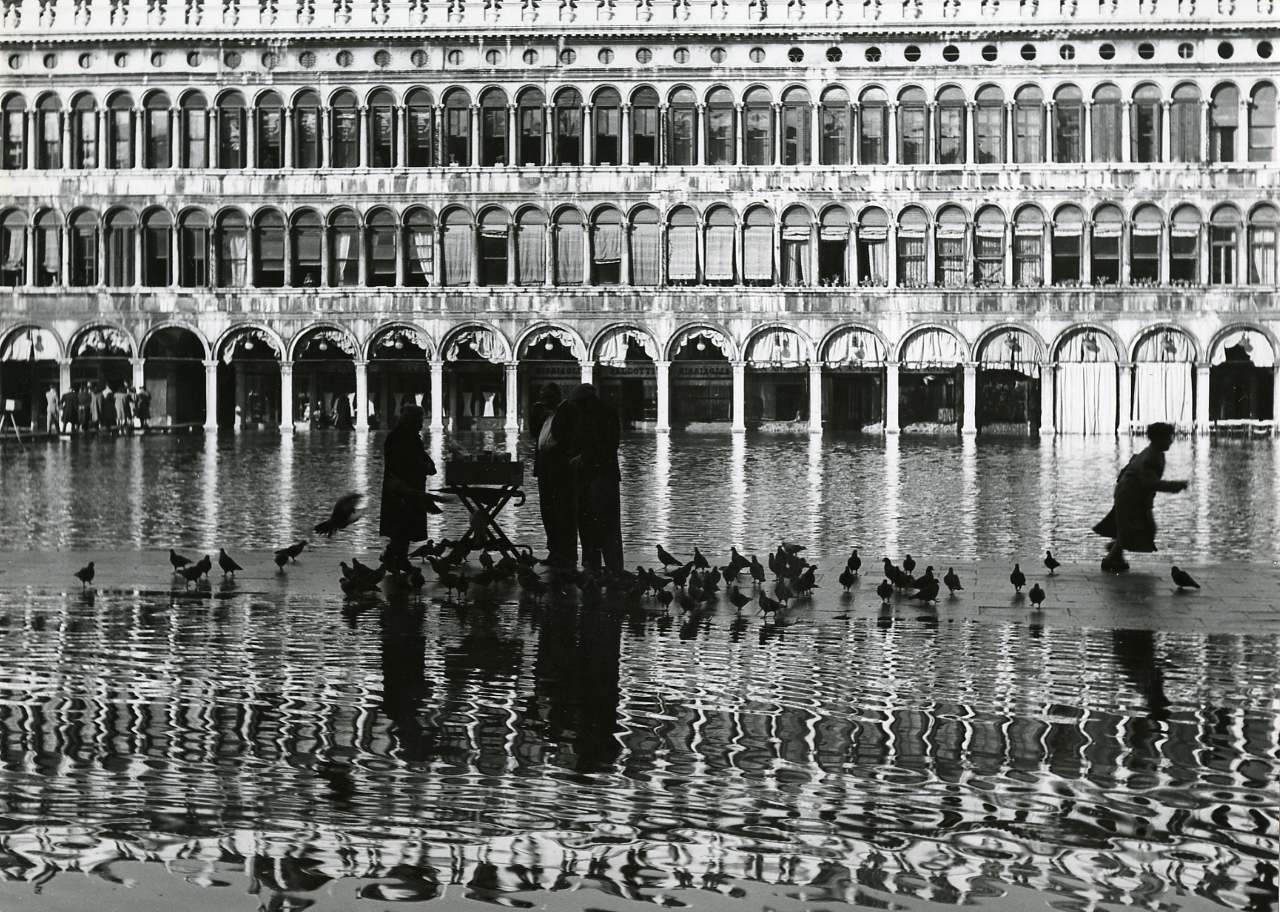
Acqua alta in piazza San Marco a Venezia, in una fotografia del 1960 di Paolo Monti.

L'acqua alta (espressione italiana mutuata dalla forma aqua alta del dialetto veneziano) è il fenomeno dei picchi di marea particolarmente pronunciati che si verificano con periodicità nell'Adriatico settentrionale e con particolare intensità nella laguna di Venezia tali da provocare allagamenti nelle aree urbane di Venezia e Chioggia e, molto più raramente, di Grado e Trieste. Il fenomeno è frequente soprattutto nel periodo autunnale-primaverile, quando particolari condizioni meteorologiche si combinano con i venti di scirocco che, spirando dal canale d'Otranto lungo tutta la lunghezza del bacino marino, impediscono il regolare deflusso delle acque, o di bora, che ostacolano invece localmente il deflusso delle lagune e dei fiumi del litorale veneto.

## Cause

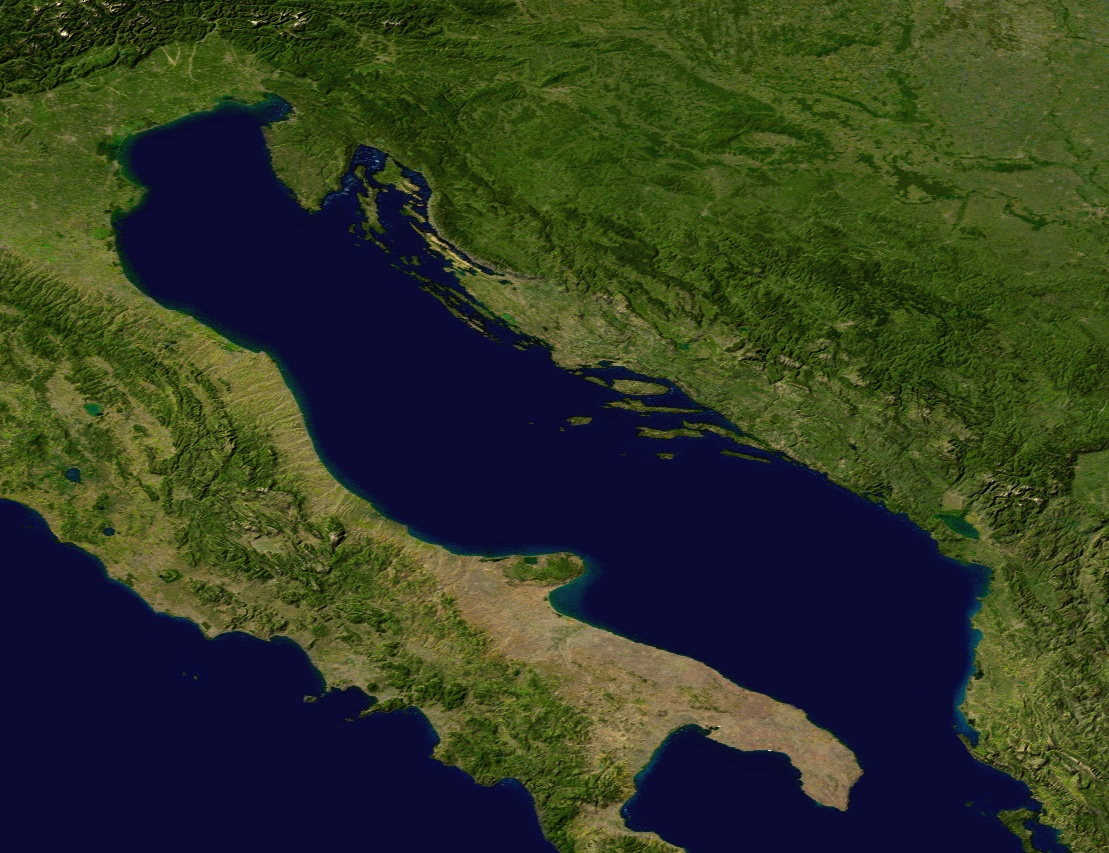
Immagine satellitare del mare Adriatico: il bacino, allungato e di forma semi-rettangolare ha un periodo naturale di oscillazione attorno al proprio asse minore di circa 21h 30', con ampiezza di circa alle estremità. Tale oscillazione naturale, detta sessa, provoca, nell'Adriatico settentrionale, escursioni di marea molto più ampie di quelle registrate nel resto del Mediterraneo.

Il termine "acqua alta" nell'uso comune in realtà indica il fenomeno generico. Da un punto di vista tecnico per la città di Venezia esistono invece definizioni più rigorose, basate sui livelli di marea osservati alla stazione idrografica di Punta della Salute:
- marea sostenuta, quando il livello di marea è compreso tra +80 cm e +109 cm sullo zero mareografico (definito come il livello medio del mare misurato nel 1897);
- marea molto sostenuta, quando il valore è compreso tra +110 cm e +139 cm;
- alta marea eccezionale, quando il valore raggiunge o supera i +140 cm.

Il livello di marea è determinato da due contributi:
- la marea astronomica, che dipendente dal moto degli astri, principalmente la Luna e in proporzione minore il Sole e via via tutti gli altri corpi celesti, e dalla geometria del bacino. Il contributo di questi fattori è soggetto a pochissime incertezze ed è regolato da leggi di meccanica fisica, quindi può essere calcolato con elevata precisione anche con anni di anticipo[3].
- il contributo meteorologico, che dipende da moltissimi fattori variabili, quali direzione e intensità dei venti, campi barici, precipitazioni eccetera, tutti legati da relazioni complesse e regolati da leggi fisiche di tipo statistico-probabilistico, prevedibili solo a pochi giorni di distanza e con un'approssimazione crescente con l'anticipo della previsione[4].

Per la sua particolare configurazione geografica a catino, il mare Adriatico presenta escursioni di marea molto più pronunciate rispetto al resto del Mediterraneo. La ragione è da ricercarsi nel fatto che ha una sessa predominante, quella longitudinale, caratterizzata da un periodo medio di oscillazione di circa 21 ore e 30 minuti, con un'ampiezza estrema d'oscillazione di circa 50 cm, e un secondo modo naturale longitudinale con periodo medio di 12 ore e 11 minuti, dunque entrambi confrontabili con il periodo della marea astronomica, rendendo in tal modo possibile la sovrapposizione delle due escursioni. La marea astronomica risente poi delle fasi lunari e solari, accentuandosi nei periodi di novilunio e plenilunio e durante gli equinozi. A questo può andare ad aggiungersi l'azione locale di forti venti di scirocco che, spirando nell'Adriatico meridionale, può frenare il reflusso delle acque dell'intero bacino, intensificando ulteriormente i loro effetti quando risultino estesi all'intera lunghezza dell'Adriatico.

### Il caso particolare della Laguna Veneta

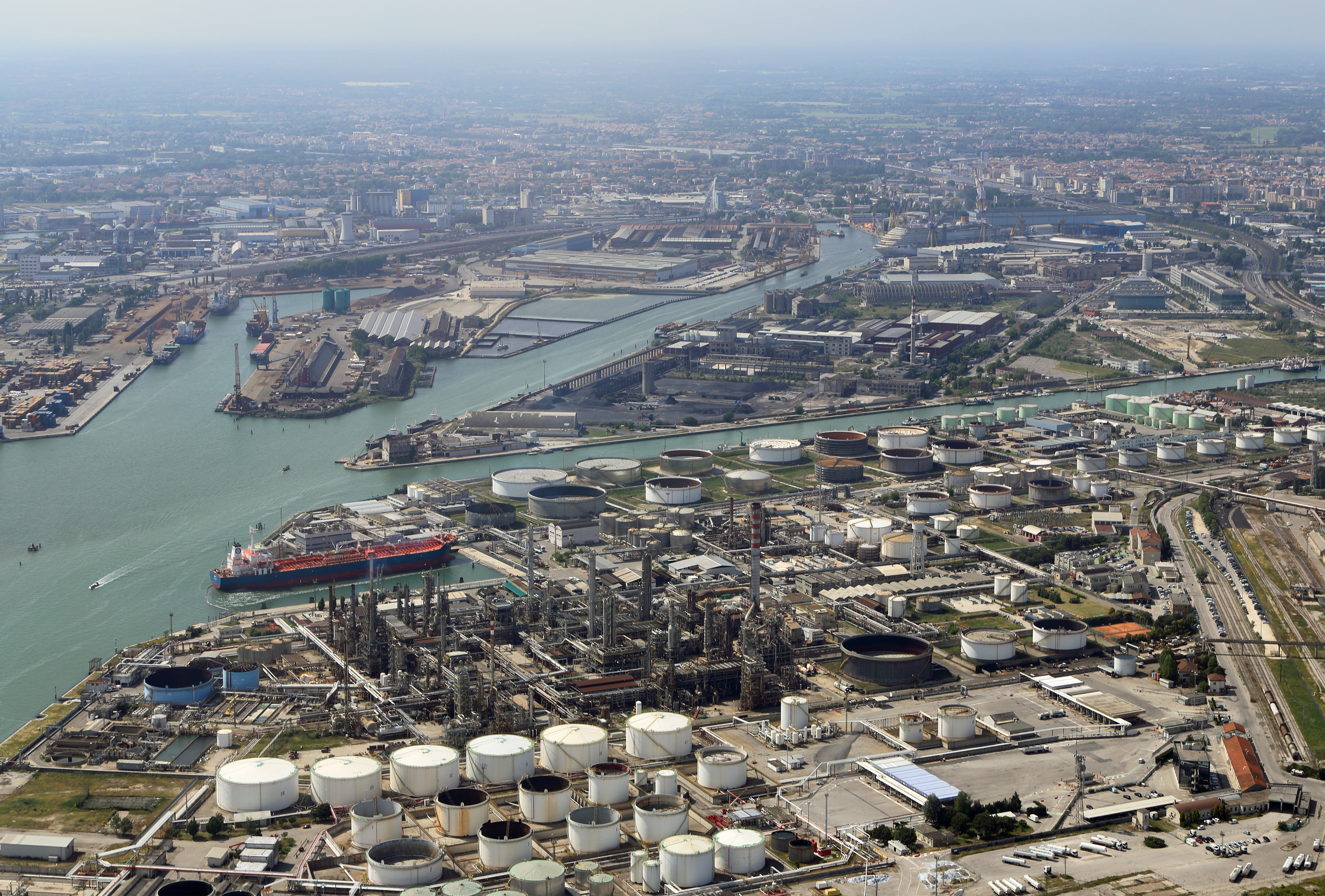
L'area di Porto Marghera vista dall'alto: le bonifiche preliminari alla realizzazione della zona industriale e lo scavo del canale dei Petroli per connetterla all'Adriatico, sono tra le cause che hanno aggravato il fenomeno dell'alta marea.

Sul litorale veneto, oltre alle suddette concause, producono effetti negativi sul deflusso delle acque anche i venti di bora, i quali, spirando dai quadranti nord-nordorientali, rallentano lo scarico idraulico delle lagune e dei fiumi. In particolare, nella Laguna Veneta, la bora, spirando attraverso le bocche di porto, può impedire al mare di ricevere l'onda di ritorno di marea, incrementando gli effetti del picco successivo.
A questo si aggiungono le conseguenze della realizzazione della zona industriale di Porto Marghera, la quale ha ulteriormente aggravato il fenomeno dell'acqua alta per diversi motivi: innanzitutto la maggior parte della zona industriale è stata ricavata bonificando vaste estensioni di laguna, precedentemente occupate da barene, ovvero da isolotti che sporgendo appena dall'acqua venivano allagati in caso di alta marea agendo da vaso di espansione e limitando l'escursione della stessa. In secondo luogo per permettere alle petroliere di raggiungere le banchine di scarico è stato scavato un profondo canale, il canale dei Petroli, che parte dalla bocca di porto di Malamocco e raggiunge la terraferma. Quest'opera ha ingrandito considerevolmente la sezione della bocca di porto aumentando di conseguenza la quantità di acqua che entra in laguna.

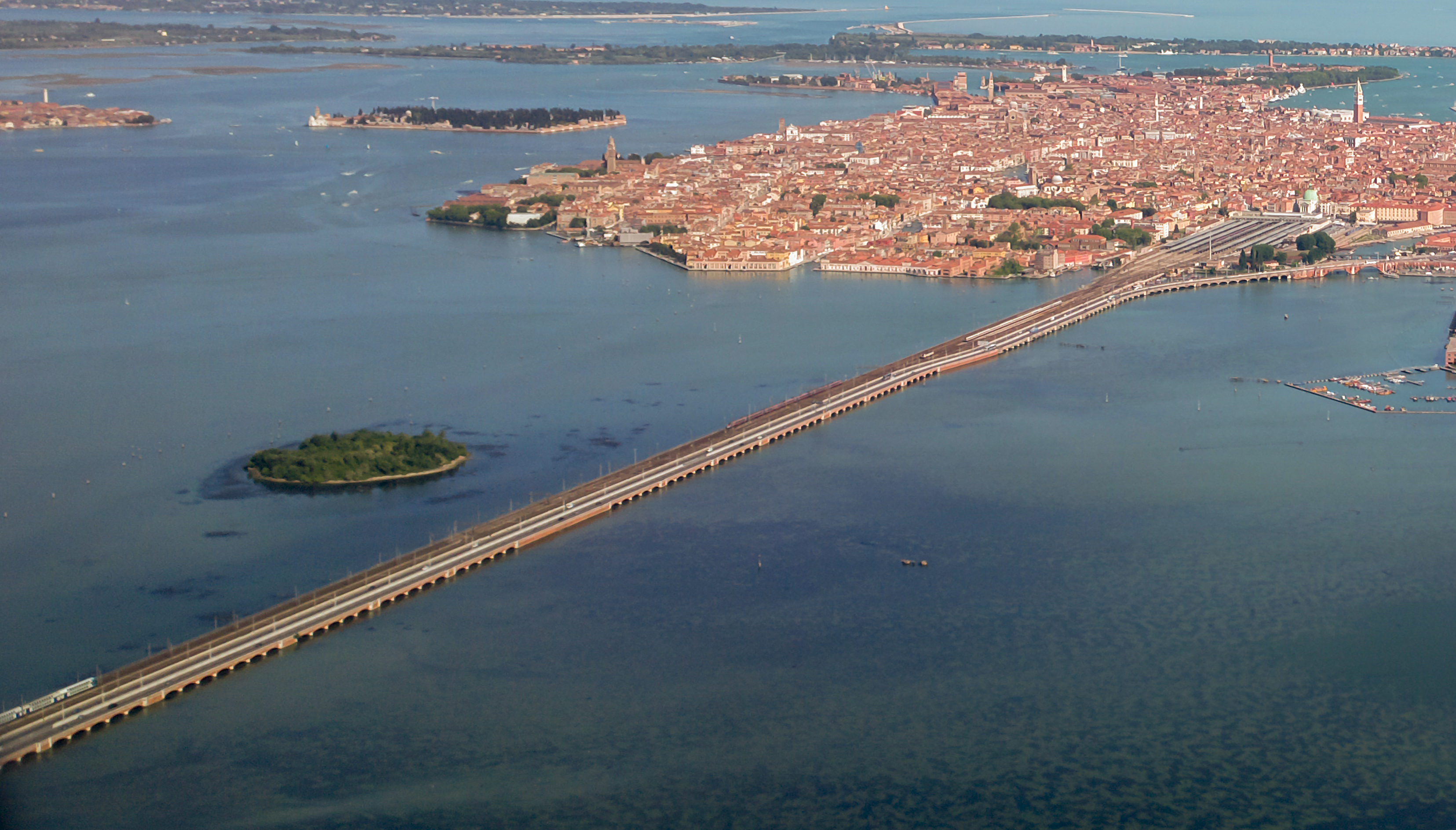
Il ponte della Libertà, asse stradale e ferroviario che ha contribuito ad alterare il fenomeno delle maree.

Tuttavia Porto Marghera non è stato l'unico intervento umano che ha contribuito a variare l'ampiezza media di marea. Tra i più rilevanti sono da citare: la costruzione del Ponte Ferroviario (1841-1846), l'estromissione dal bacino di Chioggia del fiume Brenta e la conseguente bonifica di 2 363 ettari di zone barenicole; la costruzione delle dighe foranee (Porto di Malamocco, 1820-1872; Porto di San Nicolò, 1884-1897; Porto di Chioggia, 1911-1933); la costruzione del Ponte della Libertà (1931-1933); la creazione della Riva dei Sette Martiri (1936-1941); la realizzazione dell'isola artificiale del Tronchetto (superficie 17 ettari, 1957-1961) e il raddoppio del ponte ferroviario (1977).
Vi sono infine altre cause naturali: la subsidenza, ossia lo sprofondamento naturale del terreno, accentuato significativamente dall'intenso emungimento delle acque di falda effettuato in passato per alimentare il polo industriale di Porto Marghera, e l'eustatismo, ovvero l'innalzamento del livello del mare, anch'esso accentuato negli ultimi anni dal riscaldamento globale del pianeta. Entrambi i fenomeni hanno reso la costa maggiormente vulnerabile alla marea.
Il centro previsioni e segnalazioni maree di Venezia calcola in 26 cm (media nel decennio 2004-2014) la perdita totale di quota altimetrica della città dal 1897 (anno di definizione dello zero altimetrico), scomponibile nei seguenti contributi:
- subsidenza, +12 cm (cause naturali e antropiche)
- eustatismo, +14 cm (globale +9 cm, locale +5 cm)

Da segnalare la tendenza di forte crescita del livello medio del mare (+40,5 cm sullo zero mareografico di Punta della Salute nel 2010, +33,4 cm nel 2009, +27,8 cm nel 2008, +24,1 cm nel 2007).
Al 2017, le maree nell'area dell'Alto Adriatico risultavano caratterizzate da escursioni dell'ordine di grandezza di un metro, uno dei valori medi più alti fra quelli registrati in tutto il Mediterraneo.

## L'acqua alta a Venezia

### Percentuali di allagamento a Venezia

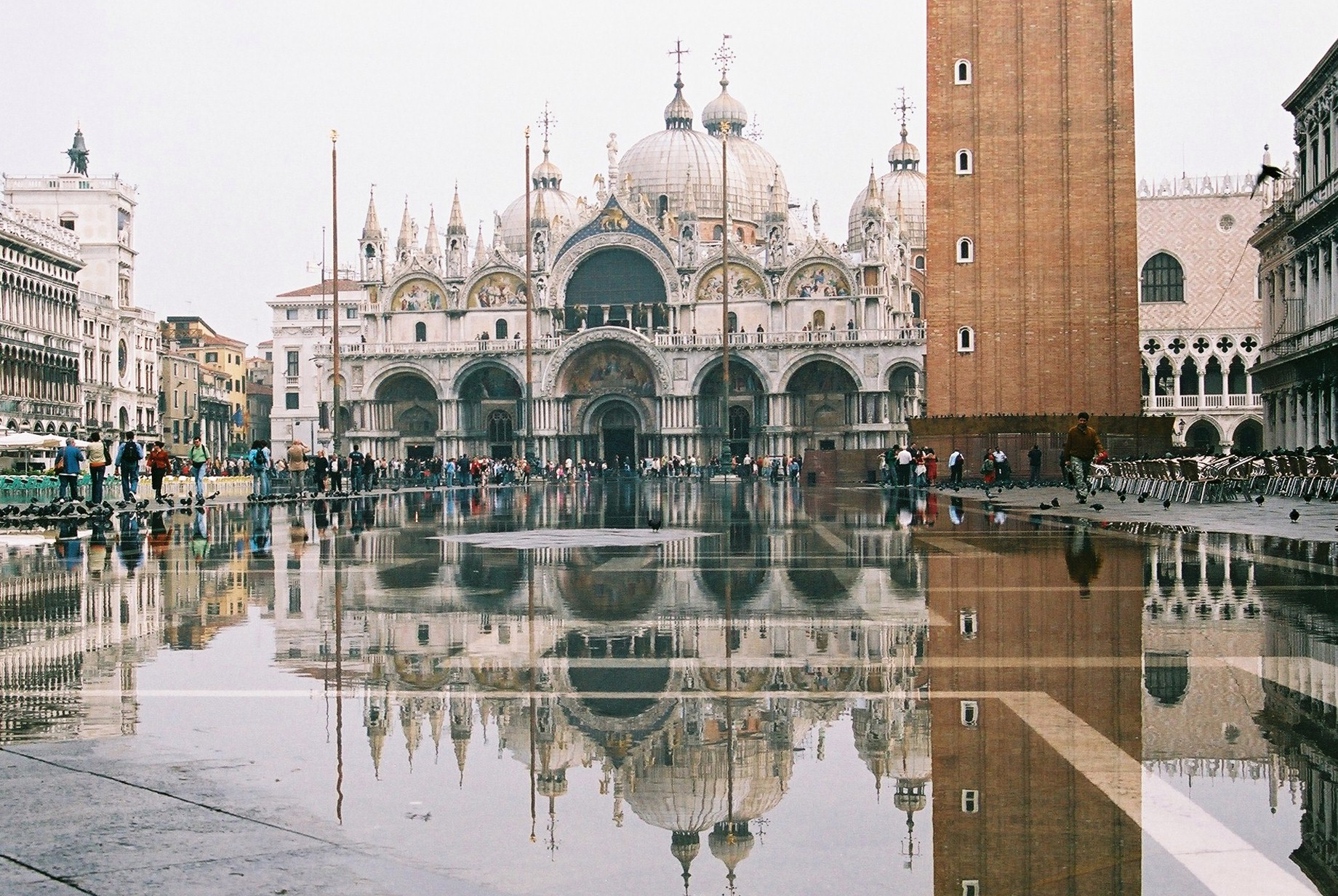
La basilica di San Marco durante l'acqua alta.

L'allagamento causato dall'acqua alta non è omogeneo in tutta la città di Venezia e dipende da vari fattori: le differenze altimetriche delle singole zone rispetto allo zero mareografico; la distanza da rii e canali; l'altezza delle rive e delle fondamenta; la presenza o meno di parapetti pieni lungo le fondamenta; la dislocazione dei tombini di scolo, che, essendo collegati direttamente ai canali, agiscono come sorgenti di allagamento.
A seconda del livello di marea è comunque possibile valutare la percentuale di allagamento della città: nel 1976 il Consiglio Nazionale delle Ricerche, sotto la direzione di Roberto Frassetto, ha realizzato una tabella che esprime la percentuale di allagamento rispetto all'intera superficie cittadina; dal 26 novembre 2009 in seguito a studi condotti dalla società Insula è stata introdotta una nuova tabella, ad aggiornamento semestrale, che fa riferimento non all'intera area della città bensì alla sola superficie utilizzata per la viabilità pedonale pubblica.
| Livello marea | Area di Venezia allagata |
| ------------- | ------------------------ |
| +90 cm        | 0,29%                    |
| +100 cm       | 3,56%                    |
| +110 cm       | 11,74%                   |
| +120 cm       | 35,18%                   |
| +130 cm       | 68,75%                   |
| +140 cm       | 90,19%                   |
| +150 cm       | 96,33%                   |
| +160 cm       | 99,27%                   |
| +170 cm       | 99,74%                   |
| +180 cm       | 99,86%                   |
| >+180 cm      | 100%                     |

| Livello marea | Area di viabilità allagata |
| ------------- | -------------------------- |
| <90 cm        | 1,84%                      |
| 91–100 cm     | 5,17%                      |
| 101–110 cm    | 14,05%                     |
| 111–120 cm    | 28,76%                     |
| 121–130 cm    | 43,16%                     |
| 131–140 cm    | 54,40%                     |
| 141–150 cm    | 62,99%                     |
| 151–160 cm    | 69,44%                     |
| 161–170 cm    | 74,21%                     |
| 179–180 cm    | 78,12%                     |
| 181–190 cm    | 82,40%                     |
| 191–200 cm    | 86,40%                     |
| >200 cm       | 100,00%                    |

### Metodi di rilevazione, segnalazione e controllo

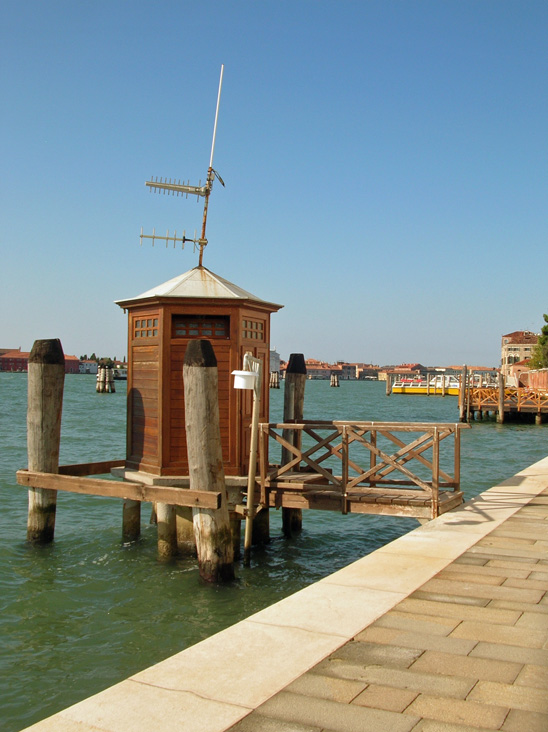
La stazione di rilevamento del livello di marea di Venezia a punta della Salute (lato canale della Giudecca).

Per la misurazione di riferimento dell'acqua alta ci si basa sull'altezza di marea rilevata dalla stazione ubicata alla punta della Salute, alla quale è riferito anche lo zero mareografico. Infatti per convenzione a Venezia le altezze di marea sono riferite al livello medio del mare a Punta della Salute misurato nel 1897.
La città è dotata di un sistema di controllo dei livelli di marea con stazioni collocate in vari punti della laguna e anche in mare aperto (piattaforma ISMAR-CNR). Sulla base dei livelli osservati e dell'analisi delle previsioni meteo-marine il Centro Previsioni e Segnalazioni Maree del Comune di Venezia effettua la previsione di marea, in genere per le 48 ore successive. Detta previsione viene divulgata attraverso internet, la stampa locale, quadri cartacei presenti in alcuni punti della città, alcuni punti "touch screen" collocati in genere presso le edicole, un sistema di tabelloni luminosi e una segreteria telefonica con messaggi pre-registrati. In caso di pericolo d'insorgenza dell'acqua alta molti abitanti dei piani più bassi e gli operatori economici con attività a pian terreno ricevono un avviso telefonico (servizio attivabile su richiesta), per permettere loro di predisporre paratie di protezione agli ingressi. È inoltre attivo un servizio gratuito di allerta tramite sms per tutti i cittadini iscritti al servizio.
Qualora il livello previsto eguagli o superi i 110 cm, con circa tre ore di anticipo sull'arrivo del picco di marea entra in funzione un sistema di sirene d'allarme posizionate in punti strategici, in grado di allertare l'intera popolazione.

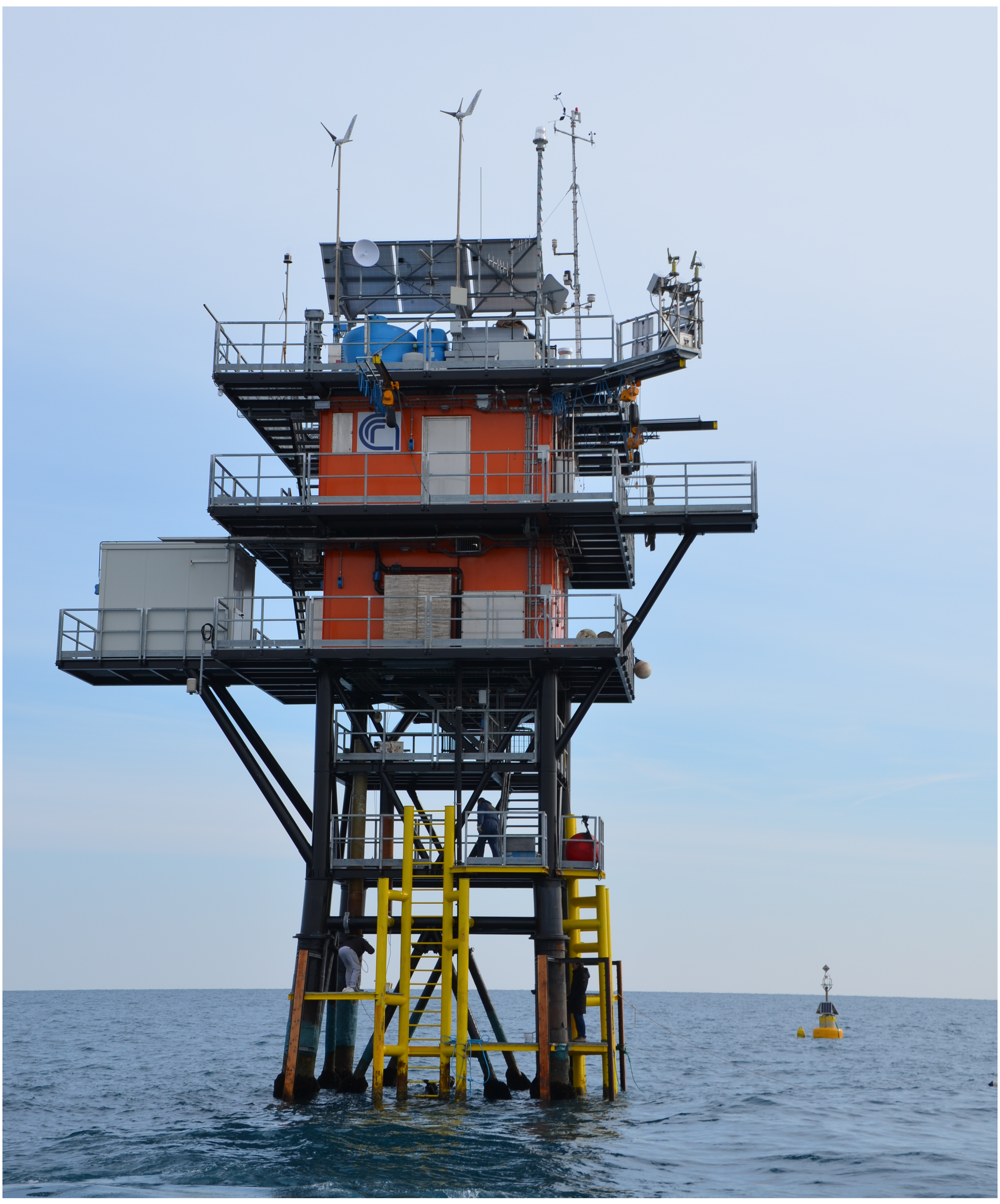
La piattaforma ISMAR-CNR, stazione per la misura del livello di marea collocata in mare aperto.

Dal 7 dicembre 2007 nel centro storico e nell'isola della Giudecca è entrata in funzione una nuova sirena elettronica che emette due suoni distinti: il primo per avvertire la popolazione dell'arrivo dell'acqua alta, il secondo per dare un'indicazione dell'altezza della marea prevista a seconda del numero di toni diversi emessi (>110 cm, >120 cm, >130 cm e >140 cm). Precedentemente invece la sirena era di tipo elettromeccanico e il suo suono segnalava una marea superiore ai 110 cm; l'eventuale ripetizione avvisava di una previsione superiore ai +140 cm e una terza ripetizione era associata alla previsione di superamento di quota +160 cm. Questo tipo di sirena è ancora utilizzato per il resto del bacino lagunare, in attesa della completa sostituzione con il nuovo sistema. La nuova sirena è stata utilizzata per la prima volta nella notte tra il 23 e il 24 marzo 2008, per una previsione di marea (poi rivelatasi esatta) pari a +110 cm.

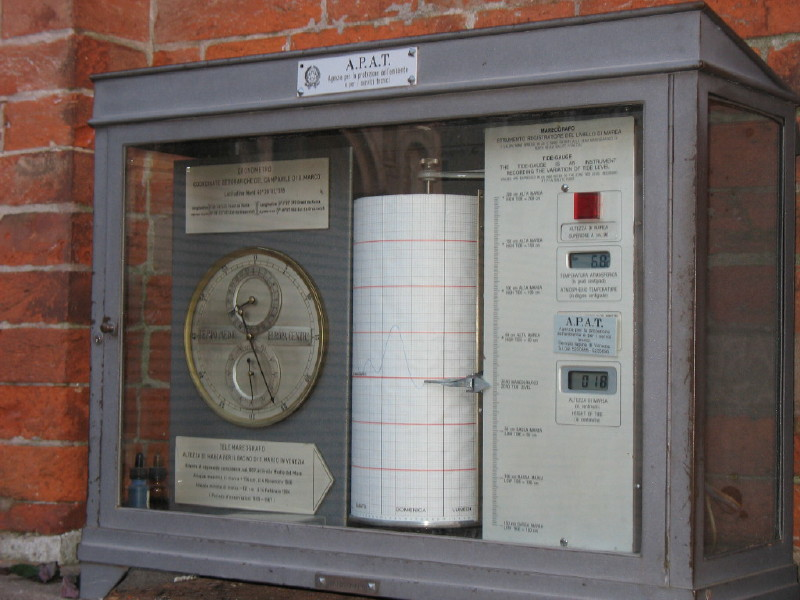
Telemareografo situato ai piedi del campanile di San Marco.

Nei periodi di maggior frequenza del fenomeno si predispone un sistema di passerelle, ovvero tavole di legno appoggiate su supporti in metallo che creano percorsi "asciutti" per i principali snodi della città, garantiti fino a un livello di marea di +120 cm, oltre il quale alcune passerelle potrebbero iniziare a galleggiare.
Dal 2003 è in corso di realizzazione il progetto MOSE che si propone l'eliminazione delle acque alte eccezionali per mezzo di barriere mobili ancorate al fondo delle bocche di porto della laguna e azionabili attraverso un sistema pneumatico in modo tale da isolare la laguna dal mare durante il passaggio del picco di marea. Si prevede di chiudere le barriere in occasione di maree superiori ai 110 cm, lasciando ad altri interventi (in special modo il rialzo del piano di calpestio) la risoluzione o la mitigazione dei casi inferiori. Tale livello rappresenta un compromesso tra la difesa dei centri abitati dalle acque alte e le esigenze di non modificare l'equilibrio ambientale e morfologico (soprattutto garantendo un adeguato ricircolo alle acque lagunari) e di garantire le attività portuali. Il MOSE è stato testato per la prima volta in condizioni di effettiva operatività il 3 ottobre 2020 dando esito positivo e fino al termine della fase sperimentale verrà attivato per test o in presenza di previsioni di maree superiori a 130 cm rispetto allo zero mareografico di punta della Salute. Se da un lato il MOSE come sistema di protezione si è dimostrato efficace, dall'altro studi idrogeologici stanno facendo emergere la preoccupazione che i suoi interventi abbiano un effetto negativo per quanto riguarda la conservazione delle barene, il sistema di difesa naturale della laguna, le cui dimensioni verrebbero ulteriormente ridotte proprio in conseguenza dell'alterazione nel flusso di marea indotta dall'intervento delle paratie.

### Statistiche

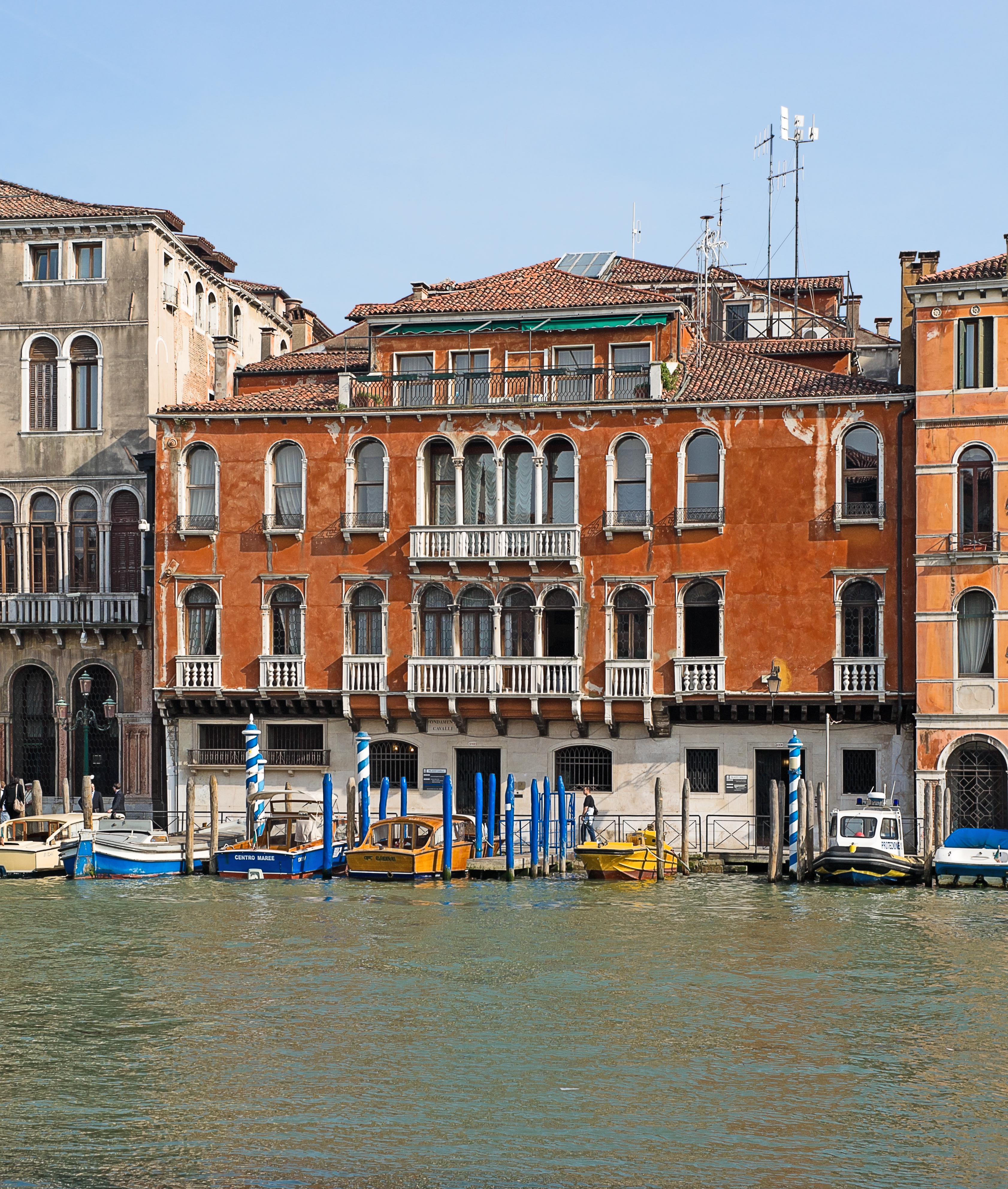
Palazzo Cavalli, sede del Centro Previsioni e Segnalazioni Maree del Comune di Venezia.

L'osservazione sistematica delle acque alte secondo metodi scientifici ebbe inizio nel 1872, per quanto alcuni studiosi anticipino tale data al 15 gennaio 1867 quando venne rilevata un'alta marea eccezionale di +153 cm. Fu però solo nel 1871 che venne realizzato il primo mareografo per il controllo delle maree a Venezia. L'istituzione incaricata di tali osservazioni era l'Istituto Veneto di Scienze, Lettere ed Arti, essendo stato il Magistrato alle Acque soppresso dal governo italiano nel 1866. Il mareografo fu installato presso il palazzo Loredan in campo Santo Stefano, sede dell'Istituto, che curò le osservazioni fino al 1908, quando donò gli strumenti all'Ufficio Idrografico del Comune. Dopo l'alluvione di Venezia del 4 novembre 1966 il Comune di Venezia istituì il primo servizio di osservazione delle alte maree, con il particolare compito di elaborare previsioni e diffonderle alla cittadinanza. Dal 1980 tale servizio prese il nome di Centro Previsioni e Segnalazioni Maree, che ha la responsabilità di raccogliere ed elaborare i dati a fini statistici e di provvedere alla previsione delle maree, alla diffusione di detta previsione e alla segnalazione di eventi straordinari (acque alte o basse maree eccezionali) alla popolazione e agli enti competenti.

#### Eventi storici
La prima testimonianza certa di estesi allagamenti nella laguna di Venezia è fatta risalire alla famosa Rotta della Cucca del 17 ottobre 589 narrata da Paolo Diacono, quando la contemporanea esondazione di tutti i fiumi compresi tra il Tagliamento e il Po trasformò l'assetto idrogeologico lagunare. Per quanto riguarda la città di Venezia a sé stante, la prima descrizione certa è relativa al 782, seguita dagli episodi dell'840, 885 e del 1102.
Nel 1106 l'acqua, accompagnata da una violenta mareggiata o da un maremoto, portò alla completa distruzione di Metamauco. Del 1240 si dice invece che «l'acqua invase le strade più che ad altezza d'uomo». Altri episodi sono narrati nel 1268, 1280 e 1282; il 20 dicembre 1283 si ritenne a commento Venezia «salva per miracolo». Seguono gli eventi del 18 gennaio 1286; l'episodio del 1297; quello del 1314; il 15 febbraio 1340; il 25 febbraio 1341; il 18 gennaio 1386; il 31 maggio e il 10 agosto 1410; gli eventi del 1419, del 1423, dell'11 maggio 1428, del 2 marzo 1429 e del 10 ottobre 1430. Il 10 novembre 1442 «l'acqua crebbe quattro passi sopra l'ordinarietà». Le cronache citano con enfasi acque alte nel 1444 e 1445; il 26 novembre 1502; il 17 agosto 1503; il 29 maggio 1511; il 14 novembre 1514; il 16 novembre 1517; 19 novembre 1518; 16 ottobre 1521; 26 e 27 gennaio 1522 («acqua altissima si può andare a san Marco solo per il Canal Grande»); il 7 e il 18 ottobre 1523; il 16,18 e 19 novembre 1525; il 6 giugno 1527; il 29 ottobre 1531; il 3 ottobre e il 20 dicembre 1535; nel 1543, con rottura del Lido di Caroman; il 21 novembre 1550; il 12 ottobre 1559 («il Lido di Chiozza si rupe in cinque luoghi») e nel 1599.
Il 1600 fu un anno caratterizzato da una frequenza particolarmente elevata di eventi, con allagamenti l'8, il 18 e il 19 dicembre, quest'ultimo probabilmente di portata notevole, in quanto oltre ad un'acqua altissima in Venezia, vi fu una mareggiata violentissima che «rotti eziando in più luoghi i lidi, entrò nelle ville di Lido Maggiore, Tre Porti, Malamocco, Chiozza, eccetera».

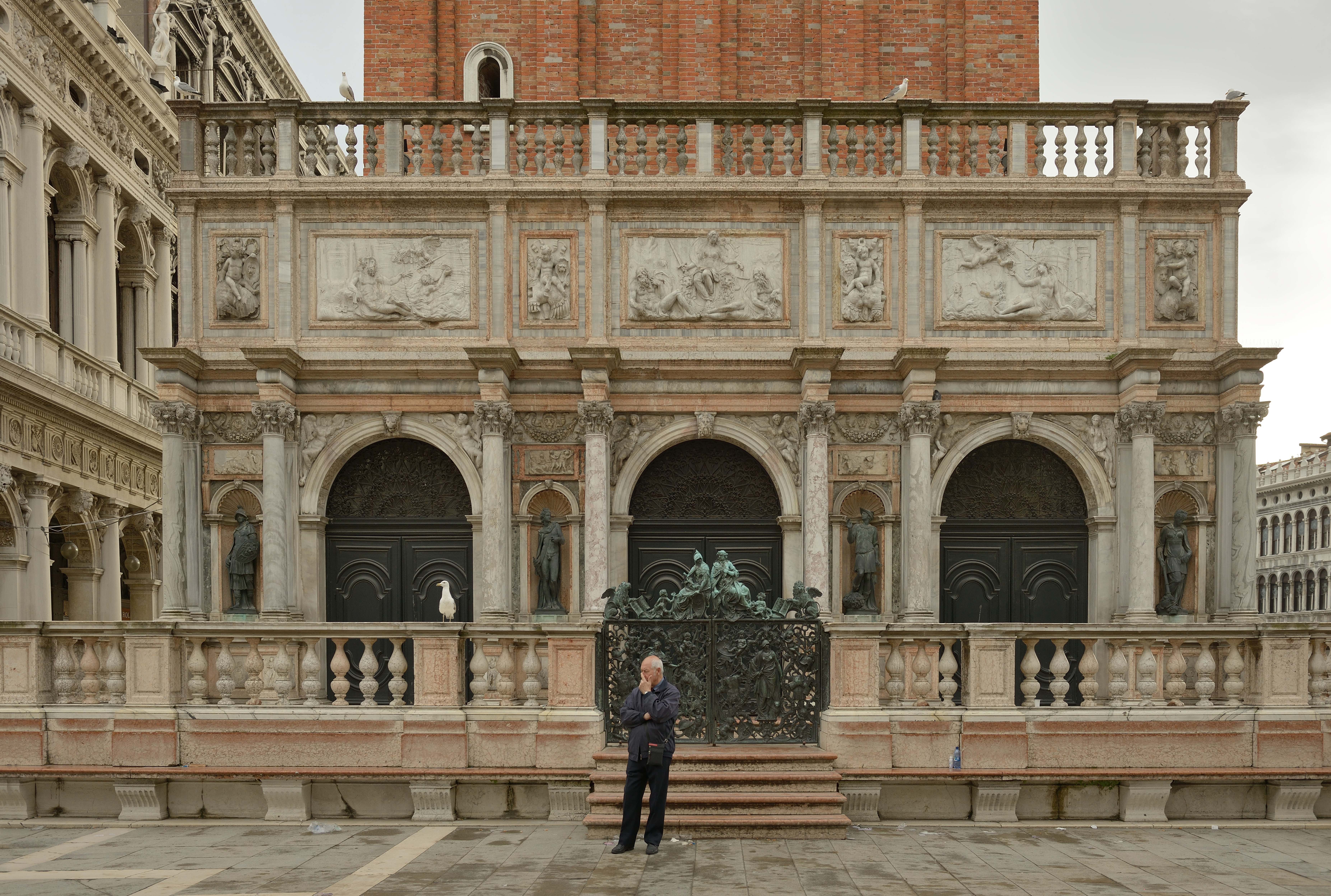
Nel 1686 l'acqua alta allagò il pavimento esterno della loggetta del Sansovino, che si stima fosse all'epoca a quota +254 cm.

Un altro evento di notevole portata si verificò il 5 novembre 1686: di questo evento, diverse cronache del tempo, di cui una redatta da uno studioso dell'epoca, riportano in comune un dato accurato, misurabile e soprattutto credibile («l'acqua arrivò al livello del pavimento esterno della Loggia [del Sansovino]», come avvenne nel caso dell'evento del 4 novembre 1966) che, analizzato tenendo conto anche dei fattori storici (la ricostruzione della Loggia in seguito al crollo del campanile di San Marco nel 1902 e la valutazione dell'abbassamento del suolo), porta a stimare un livello equivalente a +254 cm sul medio marino attuale.
Seguirono ancora fenomeni il 21 dicembre 1727; il 31 dicembre 1728; il 7 ottobre 1729; il 5 e il 28 novembre 1742; il 31 ottobre 1746; il 4 novembre 1748; il 31 ottobre 1749; il 9 ottobre 1750; il 24 dicembre 1792; il 25 dicembre 1794 e il 5 dicembre 1839. Infine vi sono gli eventi del 1848 (con 140 cm) e 15 gennaio 1867 (con marea di 153 cm).

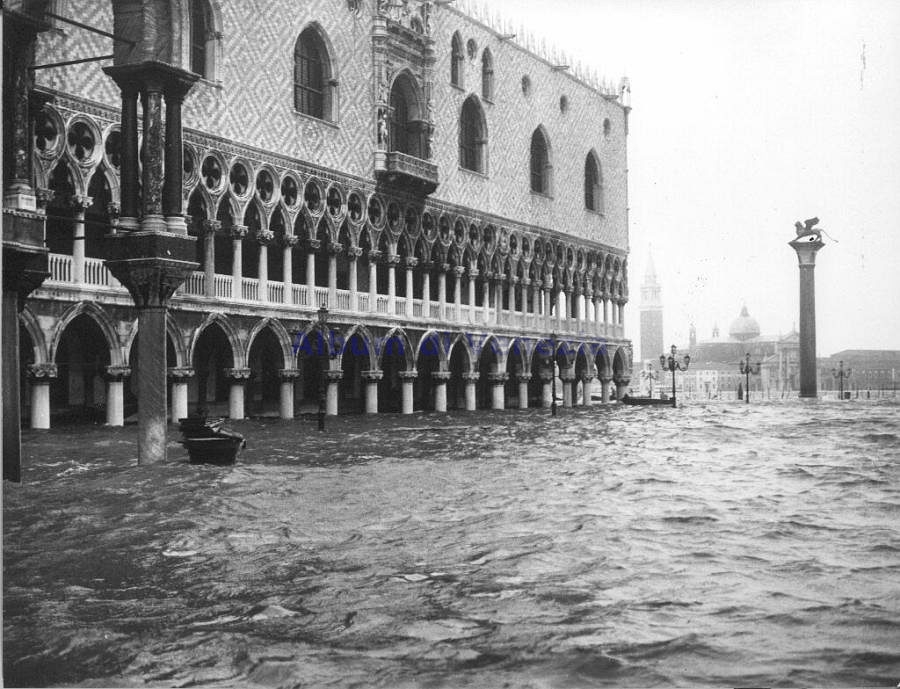
Fotografia dell'alluvione di Venezia del 4 novembre 1966 (+197 cm).

Dalle descrizioni dei cronisti si nota che alcuni di questi eventi non furono meno catastrofici di quello del 4 novembre 1966. Va tenuto però presente che le cronache ricordano quasi sempre solo gli eventi più imponenti ponendo l'enfasi più sull'impressione destata o su dettagli sensazionali che non sull'altezza effettiva della marea, tra l'altro indicata con misure che appaiono approssimative e spesso poco attendibili, mentre i fenomeni minori, al di sotto dei +120 cm, probabilmente non furono considerati degni di menzione. Inoltre è estremamente difficile confrontare fenomeni così remoti con quelli attuali non solo perché nelle cronache non si hanno osservazioni sistematiche, ma soprattutto per i radicali mutamenti intervenuti nella Laguna di Venezia (deviazione dei fiumi, sistemazioni delle bocche di porto, realizzazione di isole artificiali) che hanno notevolmente alterato il comportamento idrodinamico della laguna. 
La subsidenza e l'eustatismo complicano ulteriormente gli studi, dal momento che i cronisti descrissero i livelli massimi raggiunti utilizzando riferimenti sempre diversi e che oggi, per effetto combinato dei due fenomeni, si trovano a una quota ben diversa rispetto al livello medio del mare. Molto spesso come riferimento veniva preso il "Comune marino", che era definito come il livello medio delle alte maree, coincidente con la "linea del verde scuro", limite superiore della fascia di alghe presente sui muri prospicienti i canali. Tale quota veniva evidenziata con l'incisione di una linea orizzontale nei muri di molti palazzi, sopra cui era scolpita una lettera "C". Tuttavia anche questa convenzione è di difficile interpretazione, perché solo ad una decina dei numerosi segni presenti in città è possibile attribuire una data certa di realizzazione, informazione fondamentale per tentare di ricostruire stime attendibili.
Nonostante queste complicazioni, Giordani Soika, primo direttore del servizio Alte Maree a Venezia, sottolinea che dall'elenco dei fenomeni descritti dai cronisti si notano periodi in cui il fenomeno è assente o quasi e altri in cui è piuttosto frequente; ipotizza inoltre che vi sia una correlazione tra le variazioni di temperatura globali e il numero di eventi (in particolare nota che la frequenza massima si è sempre avuta all'inizio delle fasi glaciali).

#### Alte maree eccezionali dal 1923 in avanti

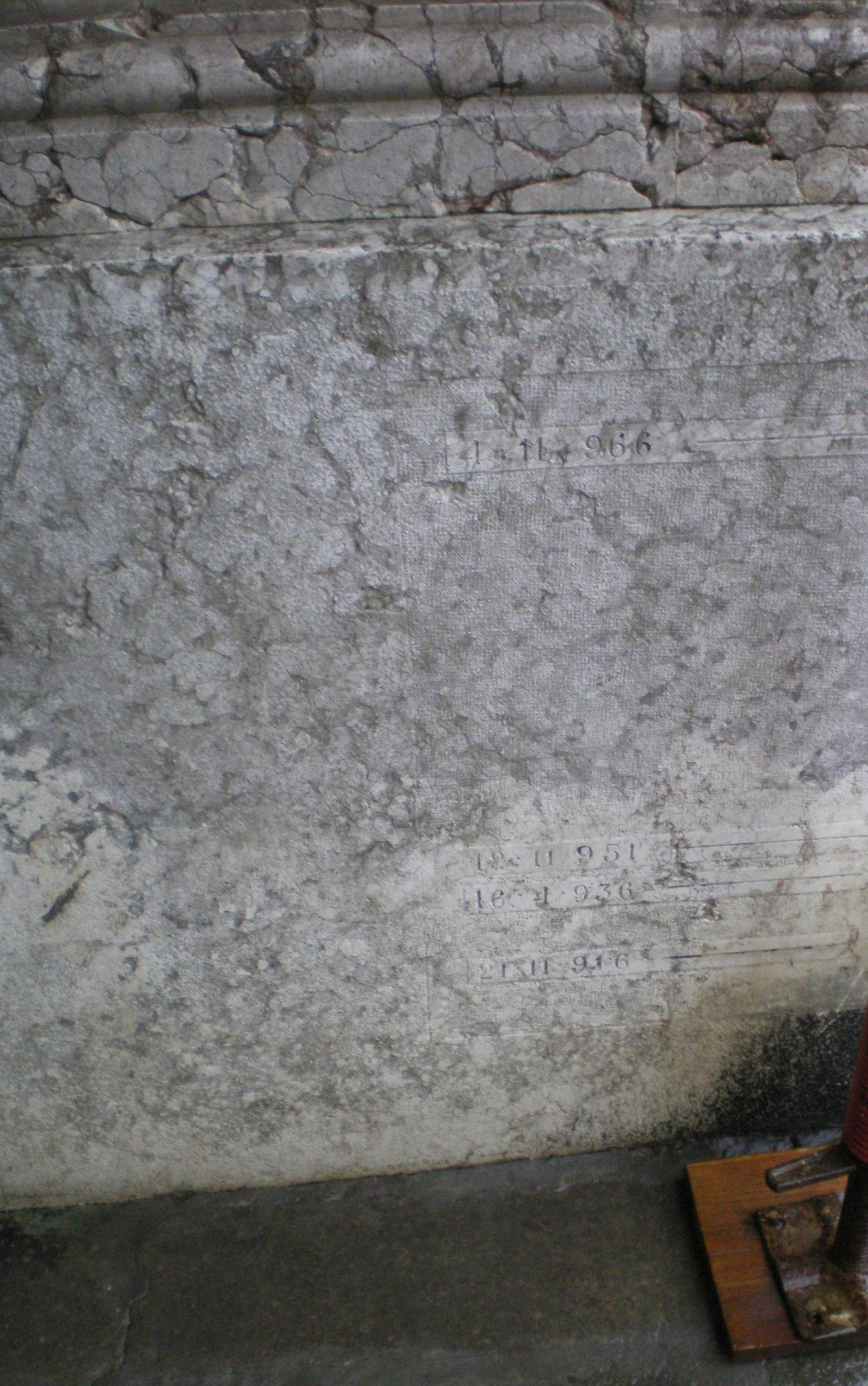
Segni storici dei livelli massimi di marea raggiunti incisi su un muro perimetrale di Ca' Farsetti, sede del Comune di Venezia

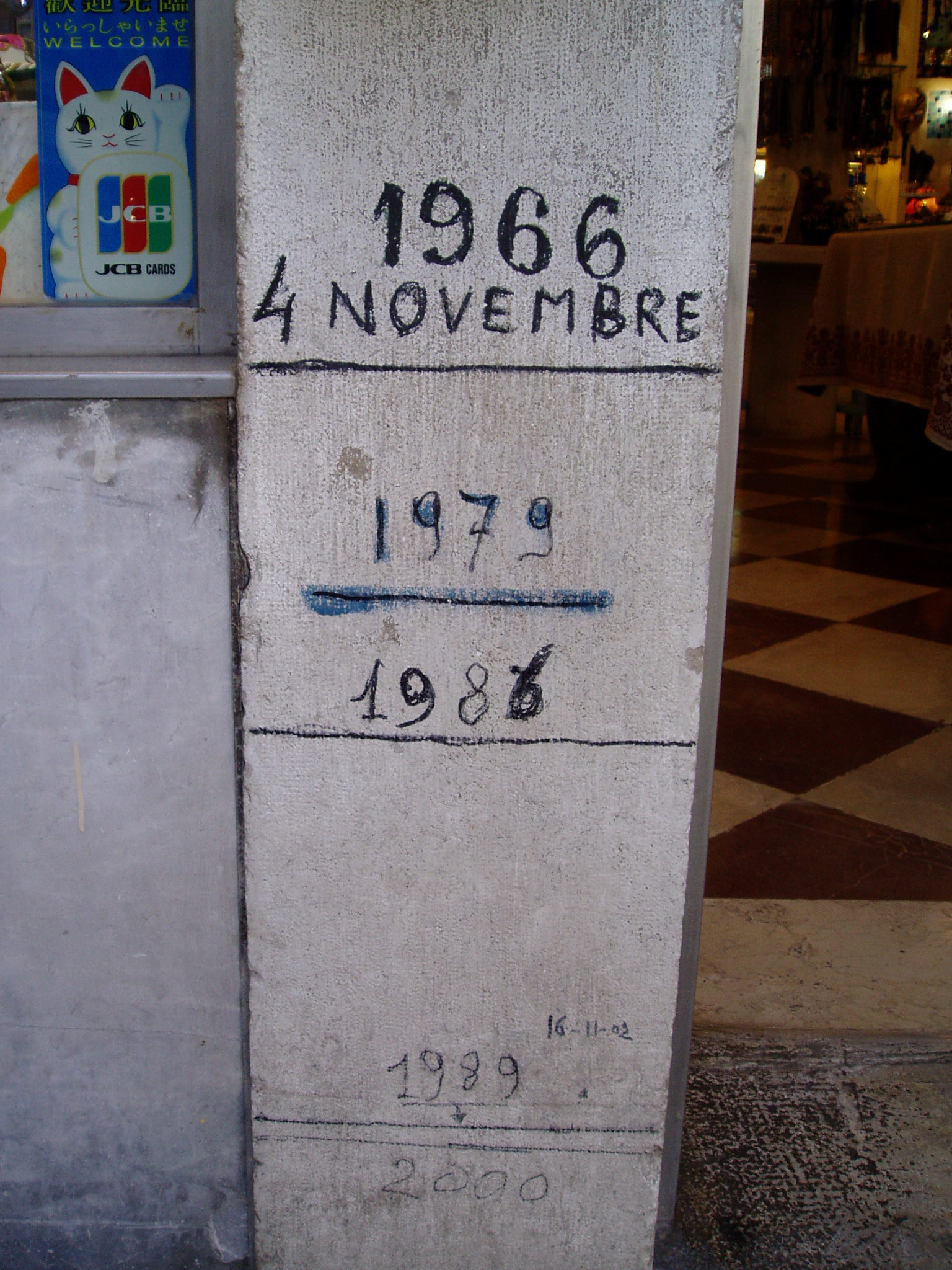
Segni moderni dei livelli di marea raggiunti, tracciati all'esterno di un negozio in campo Santi Filippo e Giacomo a Venezia

Tutti i dati qui riportati sono stati rilevati dal Centro Maree del Comune di Venezia. In ordine decrescente di livello, sono stati raggiunti i seguenti livelli:
| +194 cm                                                                         | 4 novembre 1966  |
| +187 cm                                                                         | 12 novembre 2019 |
| +166 cm                                                                         | 22 dicembre 1979 |
| +158 cm                                                                         | 1º febbraio 1986 |
| +156 cm                                                                         | 1º dicembre 2008 |
| +156 cm                                                                         | 29 ottobre 2018  |
| +154 cm                                                                         | 15 novembre 2019 |
| +151 cm                                                                         | 12 novembre 1951 |
| +150 cm                                                                         | 17 novembre 2018 |
| +149 cm                                                                         | 11 novembre 2012 |
| +148 cm                                                                         | 29 ottobre 2018  |
| +147 cm                                                                         | 16 aprile 1936   |
| +147 cm                                                                         | 16 novembre 2002 |
| +145 cm                                                                         | 15 ottobre 1960  |
| +145 cm                                                                         | 25 dicembre 2009 |
| +144 cm                                                                         | 3 novembre 1968  |
| +144 cm                                                                         | 6 novembre 2000  |
| +144 cm                                                                         | 23 dicembre 2008 |
| +144 cm                                                                         | 24 dicembre 2010 |
| +144 cm                                                                         | 13 novembre 2018 |
| +143 cm                                                                         | 1º novembre 2012 |
| +143 cm                                                                         | 11 febbraio 2013 |
| +143 cm                                                                         | 23 dicembre 2018 |
| +142 cm                                                                         | 8 dicembre 1992  |
| +140 cm                                                                         | 17 febbraio 1979 |
| Nota: cliccando sul livello raggiunto si può leggere la descrizione dell'evento |                  |

Tutti i valori sono stati registrati dalla stazione di punta della Salute e sono riferiti allo zero idrografico del 1897.

#### Valori estremi di marea a Venezia nel periodo dal 1923 a oggi
In condizioni normali la marea nella laguna di Venezia presenta escursioni di 60–70 cm su un periodo di circa 12 ore. I valori massimi rilevati a partire dal 1923 sono i seguenti (misure riferite allo zero mareografico):
- altezza massima: +1,94 m (4 novembre 1966)
- altezza minima: -1,21 m (14 febbraio 1934)
- escursione tra minimo e massimo assoluti: 3,15 m
- ampiezza massima di marea dalla alta alla bassa: 1,63 m (28 gennaio 1948 e 28 dicembre 1970)
- ampiezza massima di marea dalla bassa alla alta: 1,46 m (23 e 24 febbraio 1928 e 25 gennaio 1966)